# Marcela Fernández Violante
Marcela Fernández Violante (Ciudad de México, 9 de junio de 1941) es una cineasta mexicana, primera generación del Centro Universitario de Estudios Cinematográficos (CUEC) 1964, egresó del CUEC en 1969 con especialidad en Guion y Dirección. Estudió también Literatura Dramática en la Facultad de Filosofía y Letras de la UNAM. Dirigió diversas películas como Frida Kahlo (1972) y De todos modos Juan te llamas (1974). También es investigadora, crítica y conferencista. Marcela Fernández Violante ostenta la distinción personal de haber sido la única mujer que consiguió sostener una carrera como cineasta en un medio muy poco propenso a las experiencias femeninas.

## Carrera

### Filmografía
Su primer trabajo, Azul (1967) 16 mm, en B/N, obtuvo la Diosa de Plata por Mejor Cortometraje de Ficción. En 1968 comienza la filmación del largometraje Gayosso da descuentos, el cual interrumpe debido al estallido del conflicto estudiantil. Como estudiante participa en la filmación del documental El Grito del director Leobardo López Aretche, sobre los acontecimientos que culminan con la tragedia de Tlatelolco el 2 de octubre de 1968.
En 1972 realiza el documental Frida Kahlo sobre la obra de la pintora mexicana, siendo la primera mujer en abordar el tema de Frida Kahlo. Dicho documental obtiene una Diosa de plata y un premio Ariel a Mejor Ópera Prima; gana el premio al mejor cortometraje en el festival de cine de Guadalajara en 1973, asimismo, obtiene el premio especial del jurado en el festival de Londres en 1974, y se exhibe en el Museo Solomon R. Guggenheim de Nueva York en 1974.
En virtud del éxito de ese cortometraje, en 1974 inicia el rodaje de la película De todos modos Juan te llamas, primer largometraje producido por la UNAM, el cual trata el tema de la Guerra Cristera en el bajío mexicano en el año de 1927, y la consolidación del PRI como partido gobernante. En virtud de la política de libertad de expresión en cine, del entonces presidente Luis Echeverría, la película pudo exhibirse comercialmente aunque criticaba severamente a la Iglesia católica y el Ejército Mexicano. La película participa en la muestra del festival de cine de Nueva York en 1976, y el festival de La Habana en diciembre de ese año.
En la televisión, Marcela Fernández Violante participa como productora y conductora de la serie Espacio de la filmoteca, auspiciada por la UNAM, transmitida desde 1974 a 1976, por el canal 11 de televisión, serie dedicada a la crítica y apreciación cinematográfica.
En el año de 1977 filma su segundo largometraje, Cananea, basado en la primera huelga que tuvo lugar en México en el año 1906, y la subsiguiente represión de trabajadores mexicanos a manos de los "rangers", sicarios contratados en Arizona por el dueño de la mina, el coronel Green. Cananea obtiene el premio a la mejor fotografía (Gabriel Figueroa) en el Festival Internacional de Cine de Karlovy Vary (Checoslovaquia 1978), y participa en el festival de cine de Taskent, en la antigua URSS, en 1979.
Adapta la obra de teatro Misterio en el Estudio Q del dramaturgo Vicente Leñero, y en 1979 inicia la filmación de Misterio, película protagonizada por Helena Rojo y Juan Ferrara, en la que se aborda la locura de un actor de telenovelas. Experimento formal que juega con los planos de la realidad/irrealidad en que se desenvuelven los protagonistas de una telenovela. Misterio obtiene 8 de los premios Arieles en 1981, y obtiene el reconocimiento del jurado en el festival de cine de Cattolica, Italia, en 1983.
En el año de 1981 incursiona en el género infantil, con la película En el país de los pies ligeros, obra que narra las aventuras de un niño blanco o "chavochi" en la sierra Tarahumara en el Estado de Chihuahua, denunciando la explotación maderera y la miseria de los indios Tarahumaras. La película gana la categoría de mejor película infantil en el festival de cine de Berlín en 1983.
En 1982 realiza el corto documental Matilde Landeta, pionera del cine nacional, siendo la primera realizadora en proyectar en pantalla la vida y obra de la pionera.
En 1986 filma la película Nocturno amor que te vas cinta producida por la UNAM, la cual narra la tragedia de los muertos del Río Tula, cuyo personaje principal es interpretado por la actriz Patricia Reyes Spíndola. Dicha obra obtiene el premio Ariel a la mejor actuación femenina.
En 1992 inicia el rodaje de Golpe de suerte, adaptación de la obra de teatro Cómodas mensualidades de Luis Eduardo Reyes, misma que narra las peripecias de un burócrata y su familia, quien se ven privado de su trabajo en virtud de un recorte presupuestario al estilo salinista. Dicha película no fue del agrado del sistema, por lo que no participó en ninguna muestra nacional o internacional de cine.
Al cumplirse el centenario de la llegada del cine de los hermanos Lumière, participa con el episodio "De cuerpo presente", como parte de la película Enredando sombras una coproducción entre España, México, Cuba y Argentina.
En 2001 inicia el rodaje de la película Acosada basada en la novela De piel de víbora de Patricia Ramírez, film feminista protagonizado por Ana Colchero.

### Profesora del CUEC
Estudió Literatura dramática en la UNAM y coordina, entre 1970 y 1971, el Cineclub Infantil de la UNAM. A partir del año de 1974, se incorpora al CUEC como maestra de tiempo completo. Es profesora en las materias guion y realización cinematográfica del CUEC; En 1975 coordina el Taller de Cine de la Casa del Lago y, de 1978 a 1982, es secretaria técnica del CUEC, escuela que llegó a ser directora de 1984 a 1988. 
Ha publicado una serie de artículos que versan acerca del cine y sus técnicas. Editó el volumen La docencia y el fenómeno fílmico: memoria de los XXV años del CUEC, 1963-88 (1988), y además ha impartido talleres libres sobre apreciación y análisis cinematográfico en distintas instituciones.
En el ámbito académico la cineasta también ha colaborado como ponente en las universidades de Loyola en Nueva Orleans, UCLA en California y NYU en Nueva York, en las carreras de cine de dichas instituciones.

### Otros trabajos
Como jurado internacional, Marcela Fernández Violante ha participado en los festivales de La Habana en 1980, Moscú en 1981, Huelva, España en 1987 y, más recientemente, en el festival de Mar de Plata, Argentina en el 2005.
Actualmente es la Secretaria General del Sindicato de Trabajadores de la Producción Cinematográfica de la República Mexicana (STPC), es miembro de la Sociedad General de Escritores de México (SOGEM), y preside la Asociación Cultural Matilde Landeta, que promueve el Concurso Nacional de Guiones de Largometraje para autoras y adaptadoras de Cine.

## Premios
-1988 - Se le otorgó la Medalla Filmoteca por su participación activa para la creación y difusión del cine. 
-1998 - En 1998 recibió un reconocimiento especial por sus 25 años de labor académica en la UNAM.
-2000 - Recibió la Medalla de Plata al Mérito del Director por sus 25 años de actividad cinematográfica por parte de la Sociedad Mexicana de Directores.
-Diosa de Plata (Mejor Cortometraje de Ficción por Azul).
-Premio Ariel (Mejor Cortometraje Documental por Frida Kahlo).
-2023, Recibe el Premio Ariel de Oro otorgado por La Academia Mexicana de Artes y Ciencias Cinematográficas (AMACC) como reconocimiento a toda su contribución y labor fílmica.

## Filmografía como directora
- Azul (1967)
- La Pelota (cortometraje de ficción)
- La Perse (cortometraje de ficción)
- Gayoso da descuentos (cortometraje de ficción)
- Frida Kahlo (cortometraje documental) 1972
- De todos modos Juan te llamas (1974)
- Cananea (1978)
- Misterio (1980)
- En el país de los pies ligeros (El niño Rarámuri) (1981)
- Matilde Landeta, pionera del cine nacional Programa de televisión (1982)
- Nocturno amor que te vas (1987)
- Golpe de suerte (1992)
- Enredando sombras (episodio "De cuerpo presente", 1998)
- Acosada (2002)